# Wenceslaus van Płock
Wenceslaus van Płock (circa 1293/1297 - Wyszogród, 23 mei 1336) was vanaf 1313 hertog van het Mazovische district Płock. Hij behoorde tot het huis Piasten. 

## Levensloop
Ziemovit II was de derde zoon van hertog Bolesław II van Mazovië, maar de enige die geboren werd uit diens tweede huwelijk met Cunegonde van Bohemen, dochter van koning Ottokar II van Bohemen.
Toen zijn vader in 1313 overleed, werd het hertogdom Mazovië verdeeld tussen Wenceslaus en zijn oudere halfbroers Ziemovit II en Trojden I. Hierbij kreeg Wenceslaus het district Płock toegewezen. De verdeling van Mazovië beviel echter niet alle broers en in 1316 kwam het zelfs tot een korte oorlog tussen de drie broers. De exacte omstandigheden van dit conflict zijn echter niet bekend.
Tijdens zijn regering probeerde Wenceslaus een neutrale politiek te handhaven tegenover zijn machtige buren: het koninkrijk Polen en de Duitse Orde. Hij liet merken door op 14 april 1321 in Golub een akkoord met de Duitse Orde te sluiten. Hierbij weigerden Wenceslaus en zijn twee halfbroers om de troepen van het grootvorstendom Litouwen (die tegen de Duitse Orde vochten) door hun gebieden te laten. Toch bleef hij een goede relatie met de Litouwers onderhouden. Zo kregen de Litouwers in 1323 wel de toestemming om zijn gebied te doorkruisen om zo het district Dobrzyń te kunnen binnenvallen.
In 1325 werd Wenceslaus gedwongen om zijn neutrale politiek te beëindigen toen koning Wladislaus de Korte van Polen om onbekende redenen een verrassingsaanval op Płock lanceerde. Wenceslaus en zijn halfbroers voelden zich zodanig bedreigd door Wladislaus dat ze op 2 januari 1326 in Brodnica een alliantie met de Duitse Orde afsloten.
In 1326 kwam het tot oorlog tussen Polen en de Duitse Orde. In deze oorlog stond Wenceslaus aan de zijde van de Duitse Orde, waardoor Wladislaus de Korte een tweede keer Płock binnenviel en de stad afbrandde. Nadat de stad Gostynin erin geslaagd was om de Poolse troepen af te weren, riep Wenceslaus de hulp van de Duitse Orde in. Hierdoor konden Wenceslaus en zijn halfbroers uiteindelijk het leger van Wladislaus de Korte van hun gebieden verjagen.
In 1329 veranderde Wenceslaus onverwacht van alliantie en sloot hij een bondgenootschap met Wladislaus de Korte. Vervolgens viel een coalitieleger van de Duitse Orde en koning Jan van Bohemen Płock binnen om Wenceslaus tot overgave dwingen. Wenceslaus werd uiteindelijk op 29 maart 1329 gedwongen om een eed van trouw aan Jan van Bohemen af te leggen, die ook een kandidaat voor de Poolse troon was. Hij werd daarmee officieel diens vazal. Vervolgens trok Wenceslaus, ontmoedigd door zowel Polen als de Duitse Orde, zich terug uit de actieve politiek. 
In 1336 overleed Wenceslaus, waarna hij begraven werd in de kathedraal van Płock.

## Huwelijk en nakomelingen
In 1316 huwde Wenceslaus met Dannila van Litouwen (na haar huwelijk Elisabeth, 1301/1304 - 1364), dochter van grootvorst Gediminas. Ze kregen twee kinderen:
- Bolesław III (1322/1330 - 1351), hertog van Płock
- Anna (1324-1363), huwde in 1337 met hertog Hendrik V van Sagan.